# Планине у Албанији
Албанске планине Балканског полуострва симбол су ланца који се протеже од Проклетије на северу до Акарнанске планине на југу. Њихово име долази од латинског „Alba“(nia) што значи „бело“, тј. „прекривен снегом, и страна“. Овако се виде из Јадранског и Јонског мора дуж читаве обале. Отуда име Балканске и Османске Албаније, као и име државе Албаније. Топос је географски. 